# Maharishi Mahesh Yogi
Maharishi Mahesh Yogi (nascido Mahesh Prasad Varma em Jabalpur, Índia, 12 de janeiro de 1918 — Vlodrop, Países Baixos, 5 de Fevereiro de 2008), foi um guru indiano e fundador da Meditação Transcendental.

## Primeiros anos e o encontro com Guru Dev
Maharishi Mahesh Yogi foi sempre extremamente sigiloso a respeito de sua vida pessoal e dos seus antecedentes, contudo algumas fontes afirmam que ele teria nascido como Mahesh Prasad Varma, em Jabalpur, Madhya Pradesh, Índia, em 12 de Janeiro de 1917, no seio de uma família hindu, de classe média-baixa, da casta kayastha (burocratas). Contudo, o seu passaporte indica a data de 12 de Janeiro de 1918. Em 1940, ter-se-ia licenciado em física na Universidade de Allahabad, embora isso nunca tenha sido comprovado.
Em 1941, tornou-se discípulo de Swami Brahmananda Saraswati (1871-1953), Shankaracharya de Jyotirmath, nos Himalaias. Pouco tempo depois, tornou-se brahmacharya (o primeiro nível da vida monástica, em que o noviço faz voto de castidade, pobreza e de obediência ao guru), tendo recebido o nome de Bal Brahmacharya Mahesh, também trabalhou como secretário do Shankaracharya, ou Guru Dev.

## O Movimento de Regeneração Espiritual
Depois da morte de Guru Dev, em 1953, sem se ter tornado swami, como seria suposto, Mahesh retirou-se para Uttar Kashi, um vale nas encostas dos Himalaias, retiro de muitos yogis e eremitas, onde o seu mestre vivera durante muitos anos. Ali o Brahmacharya Mahesh praticou meditação intensiva, segundo afirmou. Em 1955, começou a ser importunado por um pensamento recorrente a respeito de Rameshwar, uma cidade no sul da Índia. Um de seus amigos yogis aconselhou-o a ir a Rameshwar para se libertar desse desejo incomodativo e a regressar a Uttar Kashi logo que possível. Mahesh assim fez.
Pouco depois de chegar a Rameshwar, foi abordado na rua por um homem que lhe pediu que fizesse um conjunto de palestras sobre a sabedoria dos mestres dos Himalaias. As palestras foram um sucesso e o Brahmacharya Mahesh, em vez de regressar a Uttar Kashi, viajou pela Índia divulgando a sua técnica de Dhyan Vidya, como então lhe chamava. Consistia numa forma de mantra yoga, em que o praticante aprende a meditar durante uma pequena e simples cerimónia iniciática, em que lhe é comunicado pelo instrutor o seu mantra pessoal. Em 1957, em Madrasta, fundou o Movimento de Regeneração Espiritual com o intuito de divulgar mundialmente a sua Meditação Profunda e de trazer a autorrealização e a paz ao mundo, e, em 1958, iniciou a primeira das suas digressões internacionais, visitando vários países asiáticos.

## Maharishi na América e na Inglaterra
Em 29 de Janeiro de 1959, Maharishi Mahesh Yogi, chegou a San Francisco e divulgou a Meditação Transcendental (MT) junto a alguns membros da alta sociedade norte-americana. A MT revelou-se um imenso sucesso e depressa tornaria-se uma moda nos meios burgueses. No seu trabalho de divulgação, Maharishi teve a preciosa ajuda do casal Olson e do engenheiro Charlie F. Lutes, um dos seus mais brilhantes e sinceros discípulos.
No início dos anos 1960, o Maharishi viajou até Inglaterra, tendo sido muito bem acolhido pelos seguidores de P.D. Ouspensky, então sob a direcção do Dr. Francis Roles da Study Society, e que procuravam um método eficiente para "despertar".
O Dr. Roles e os seus alunos seguiram o Maharishi durante algum tempo, mas quando viajaram com ele até à Índia conheceram Swami Shantanand Saraswati, o discípulo designado por Guru Dev para lhe suceder como Shankaracharya de Jyotir Math. Por considerar que os ensinamentos de Swami Shantanand eram mais autênticos e profundos, o Dr. Roles e grande número dos seus seguidores desligaram-se de Maharishi. Tornaram-se discípulos de Shantanand, praticando desde então a meditação ensinada pelo seu novo mestre. Ainda hoje, a Study Society continua a divulgar, com sucesso, a técnica segundo Swami Shantanand.

## Maharishi e os Beatles
Em 1967, a Meditação Transcendental atraiu a atenção de George Harrison, que entusiasmado pela leitura de Autobiografia de um Iogue do Paramahansa Yogananda contagiou os outros Beatles com os seus anseios místicos.
Maharishi, algo agastado com a ruptura com os ouspenkistas e a cisão ocorrida no movimento inglês, não desperdiçou esta oportunidade única de se associar às pessoas mais famosas e populares do seu tempo e de divulgar a MT junto das massas juvenis. Foi o que aconteceu: em 25 de Agosto de 1967, os Beatles viajaram até Bangor (Gales) onde foram iniciados pelo Maharishi. Em breve, milhares de jovens hippies e de estudantes acorriam às palestras que o sorridente e pequeno (1,65 m) guru dava nas universidades e nos centros de MT nos Estados Unidos da América e da Grã-Bretanha, para aprenderem a meditar à semelhança dos seus ídolos.
Em Fevereiro de 1968, os Beatles viajaram até à Academia de Meditação de Maharishi em Rishikesh, nos Himalaias, na companhia de outras celebridades como Mia Farrow, Donovan e Mike Love dos Beach Boys.
Os Beatles relaxaram e meditaram. Segundo reza a história, foi um dos períodos mais produtivos de John Lennon, que escrevia várias canções por dia, que mais tarde fariam parte do White Album.
Ringo Starr e Paul McCartney abandonaram o curso mais cedo, permanecendo Lennon e Harrison. Contudo, Lennon terá ficado pessoalmente decepcionado com o Maharishi e na manhã de 12 de Abril, os músicos partiram da Academia. Mais tarde, Lennon escreveria a canção Maharishi que rebaptizou Sexie Sadie.

## A MT e a universidade
Nos anos 1970s a Meditação Transcendental tinha sido ensinada a vários milhões de pessoas em todo o mundo, e era praticada por muitas delas, sobretudo universitários e jovens empresários. A MT era uma técnica mental simples, ensinada de forma homogénea e padronizada e portanto prestava-se facilmente a ser objecto de um estudo científico sério. Os estudos levados a cabo por vários cientistas mostraram que a MT baixava a tensão arterial, o ritmo cardíaco, o índice de lactato, aumentava a coerência e a integração do funcionamento cerebral. Também havia regulação do cortisol e outras hormonas associadas ao stress crónico, e uma regularização saudável dos níveis de serotonina (um neurotransmissor associado ao humor).
Foi nesta década que Maharishi expandiu o seu movimento a nível corporativo, criando vários estabelecimentos de ensino superior, nos Estados Unidos, na Suíça, nos Países Baixos e na Índia.

## Os sidhis
Em 1978 Maharishi lançou o programa MT-Sidhi, que visa o aprofundamento dos estados superiores de consciência produzidos pela Meditação Transcendental. Baseia-se num conjunto de técnicas descritas nos Yoga Sutra de Patanjali, e cuja prática supostamente produz poderes psíquicos como clarividência, visões do microcosmo e do macrocosmo, viagens interiores a mundos sobrenaturais e vôo ióguico. Maharishi defende que a prática do voo ióguico produz níveis de coerência cerebral de tal magnitude que, se for efectuada em grupo, cria um efeito benéfico de apaziguamento e de redução dos níveis de violência no meio circundante — o chamado Efeito Maharishi (vedicknowledge.com)— ver estudos científicos (web.archive.org - invincibility.org) (vedicknowledge.com).
Para a prática dos MT-Sidhi é necessário ser-se um meditante regular e ter uma personalidade equilibrada. O curso implica efectuar um retiro de várias semanas para a aprendizagem do voo ióguico. A prática quotidiana dos MT-Sidhi requer uma grande disponibilidade de tempo que a maioria das pessoas não tem: de sessenta a noventa minutos, duas vezes por dia, de manhã e ao fim da tarde. Muitos praticantes (chamados Sidhas) referem, contudo, os seus excelentes efeitos a nível de integração e coordenação psicomotora e aumento das capacidades do sistema nervoso.

## Maharishi, ayurveda e jyotish
Nos anos 1980 Maharishi integrou no seu movimento outros aspectos da ciência védica como as práticas tradicionais do ayurveda (sistema milenar de medicina natural e homeopática) e do jyotish (astrologia védica).

## Últimos anos

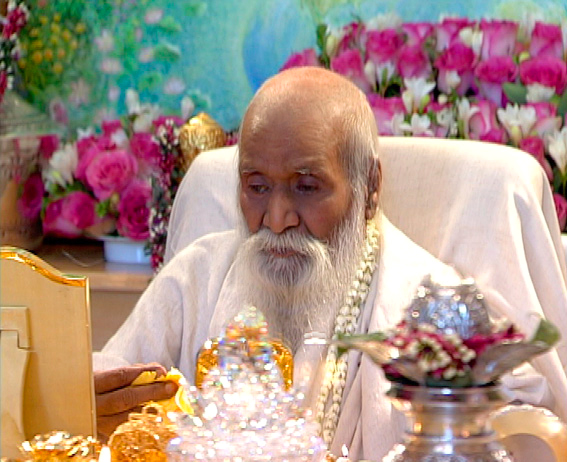
Maharishi Mahesh Yogi (2007)

Em 1990, Maharishi estabeleceu a sua residência em Vlodrop, nos Países Baixos.

## Morte
Em 11 de Janeiro de 2008, segundo um porta-voz do movimento, Maharishi teria anunciado que o seu trabalho como Guru estava terminado e que se retirava para usar o tempo que lhe restava para concluir seu comentário dos Vedas. Em 5 de fevereiro de 2008, em Vlodrop, Maharishi morreu tranquilamente a dormir, de causas naturais, segundo as fontes oficiais do movimento.

## Louvores e críticas
Maharishi pode ser considerado um dos principais divulgadores da meditação no Ocidente a nível de massas. Antes dele houve outros (como Paramahansa Yogananda, nas décadas de 20 a 40), mas não tiveram o impacto e a amplitude da Meditação Transcendental. Teve o mérito de conseguir que a meditação fosse estudada seriamente pelos cientistas e avaliados alguns dos seus efeitos a nível físico e psicológico.
Alguns críticos de Maharishi censuram-lhe o facto de ter despojado a Meditação Transcendental do seu carácter religioso original e de tê-la reduzido a mera técnica mental de relaxamento, bastante frustrante para aqueles que pretendam efectuar uma abordagem mais esotérica e metafísica da MT. Outros, pelo contrário, referem que a Meditação Transcendental tem um cariz religioso e oculto, facto que é escondido à maioria dos seus praticantes. Por exemplo, os mantras utilizados não são simples sons sem significado, mas sim bija mantra tântricos, invocativos das bênçãos de várias divindades hindus.
Outra crítica que se faz a Maharishi refere-se à vertente marcadamente comercial do movimento e ao facto de ser cobrado bastante dinheiro pelo ensino da MT, ao contrário do que sucede tradicionalmente na Índia relativamente ao ensino das práticas espirituais. O actual preço de um simples curso de MT é exorbitante e inacessível à maioria dos potenciais interessados. Maharishi contrapõe que a formação de instrutores e que a manutenção da organização é muito cara e que além disso os benefícios da prática da MT são para uma vida inteira. O certo é que esta política pouco sensata e irrealista, que se agravou a partir dos anos 1990, levou ao afastamento do cidadão comum da aprendizagem da MT e, inclusive, ao encerramento de inúmeros centros a nível internacional. Houve bastantes rupturas em vários países dentro do movimento e alguns instrutores passaram a ensinar a MT por conta própria, cobrando preços mais acessíveis à generalidade do público.

## Maharishi e Portugal
Em Portugal, o movimento da Meditação Transcendental era representado pela APACIC - Associação Portuguesa para o Avanço da Ciência da Inteligência Criativa, fundada em 1978 por iniciativa de professores estrangeiros, como a alemã Gertrudes e o espanhol Carlos Torres, sob o patrocínio de Maharishi, com sede em Lisboa num palacete na rua da Arriaga, à Lapa. O primeiro curso de professores de MT decorreu em Lisboa e em Seelisberg, na Suíça, ainda em 1978, findo o qual assumiu a direcção da APACIC o primeiro professor português, Emanuel Cerveira Pinto, que exerceu as essas funções até 1980. Seguiu-se-lhe Jaime Almeida, que liderou a organização até 1994. Daí até 2002, seguiu-se-lhe Jorge Angelino. Depois, António Pedro Gonçalves até 2006, altura em que assumiu o cargo de director nacional o antropólogo Eduardo Espírito Santo.
Ao longo de mais de 30 anos a MT em Portugal foi ensinada com a colaboração de outros instrutores como Madalena, Luís Cunha Santos, Daniel Foster da Silva, Rui Martins, Manuel Martins, Clementina Martins, Honorato Diogo, Teresa Fragoso Commandeur, Constantino Borges Sousa, Maria da Graça, Mário Miguel Cebola, Eugénia Romão, Nelson da Silva Guerra, etc.
A divulgação da MT pela APACIC foi particularmente intensa durante as décadas de 1980 e 1990. Além da sede em Lisboa, havia filiais no Porto, Vila Nova de Gaia e Faro. Eram ministrados cursos de meditação com regularidade mensal e, semanalmente, havia a possibilidade de participar em meditação em grupo e de efetuar verificações de prática correta. Também se organizavam com alguma frequência retiros de meditação, cursos de Ciência da Inteligência Criativa, de MT-Sidhi e até cursos de formação de professores de MT.
Desde 2010, a representação oficial para cursos de Meditação Transcendental em Portugal encontra-se a cargo da Cooperativa Cultural Ciência e Tecnologia Védica Maharishi.
Dentro das suas actividades a Cooperativa Cultural Maharishi está a divulgar nas escolas públicas e privadas de Portugal o projecto 'Hora Tranquila' que visa estabelecer os benefícios da Meditação Transcendental na educação.